# Karl Haas
Pour les articles homonymes, voir Haas.
Karl Haas est un pianiste, compositeur et chef d'orchestre allemand, né à Spire le 6 décembre 1913 et mort à Détroit le 6 février 2005.

## Biographie
Il a suivi des études au conservatoire de Mannheim (Allemagne), et à l'université de Heidelberg où il étudiera le piano avec son professeur Artur Schnabel. Juif de naissance et militant de gauche, en 1936 avec la naissance du nazisme, il s'établira à Détroit, Michigan (États-Unis), où il finira sa vie.
Il a été l'animateur de l'émission de musique classique Adventures in Good Music.